# 868 Lova
868 Lova је астероид главног астероидног појаса са пречником од приближно 52,47 .
Афел астероида је на удаљености од 3,103 астрономских јединица (АЈ) од Сунца, а перихел на 2,305 АЈ. 
Ексцентрицитет орбите износи 0,147, инклинација (нагиб) орбите у односу на раван еклиптике 5,834 степени, а орбитални период износи 1624,561 дана (4,447 године). 
Апсолутна магнитуда астероида је 10,22 а геометријски албедо 0,052.
Астероид је откривен 26. априла 1917. године.